# Lotte Troelsgaard Nielsen
Lotte Troelsgaard Nielsen (født 15. august 1988) er en tidligere dansk fodboldspiller, som senest spillede i Kolding Q i den danske 3F Liga og på det danske kvindelandshold.
Lotte har en tvillingesøster, Sanne.